# Szermierka na Igrzyskach Panamerykańskich 2019
Szermierka na Igrzyskach Panamerykańskich 2019 odbywała się w dniach 5–10 sierpnia 2019 roku w Centro de Convenciones w Limie. Stu pięćdziesięciu sześciu zawodników obojga płci rywalizowało łącznie w dziewięciu konkurencjach indywidualnych i zespołowych.

## Podsumowanie

### Klasyfikacja medalowa
| Klasyfikacja medalowa | Klasyfikacja medalowa | Klasyfikacja medalowa | Klasyfikacja medalowa | Klasyfikacja medalowa | Klasyfikacja medalowa |
| Miejsce               | państwo               | Złoto                 | Srebro                | Brąz                  | Razem                 |
| --------------------- | --------------------- | --------------------- | --------------------- | --------------------- | --------------------- |
| 1                     | Stany Zjednoczone     | 10                    | 0                     | 1                     | 11                    |
| 2                     | Wenezuela             | 1                     | 2                     | 3                     | 6                     |
| 3                     | Kuba                  | 1                     | 1                     | 2                     | 4                     |
| 4                     | Kanada                | 0                     | 3                     | 6                     | 9                     |
| 5                     | Argentyna             | 0                     | 3                     | 1                     | 4                     |
| 6                     | Brazylia              | 0                     | 1                     | 2                     | 3                     |
| 7                     | Chile                 | 0                     | 1                     | 0                     | 1                     |
| 8                     | Dominikana            | 0                     | 1                     | 0                     | 1                     |
| 9                     | Kolumbia              | 0                     | 0                     | 2                     | 2                     |
| 10                    | Meksyk                | 0                     | 0                     | 1                     | 1                     |
| Razem                 | Razem                 | 12                    | 12                    | 18                    | 42                    |

### Medaliści
| Konkurencja          | 1. miejsce                                                                           | 2. miejsce                                                                                 | 3. miejsce                                                                            |           |
| Mężczyźni            | Mężczyźni                                                                            | Mężczyźni                                                                                  | Mężczyźni                                                                             | Mężczyźni |
| -------------------- | ------------------------------------------------------------------------------------ | ------------------------------------------------------------------------------------------ | ------------------------------------------------------------------------------------- | --------- |
| Szpada indywidualnie | Rubén Limardo                                                                        | Jesús Limardo                                                                              | Jhon Édison Rodríguez Yunior Reytor                                                   |           |
| Szpada drużynowo     | Kuba · Reynier Henrique · Humberto Aguilera · Yunior Reytor · Luis Enrique Patterson | Argentyna · Santiago Lucchetti · Alessandro Taccani · José Félix Domínguez · Jesús Lugones | Wenezuela · Jesús Limardo · Gabriel Lugo · Francisco Limardo · Rubén Limardo          |           |
| Floret indywidualnie | Gerek Meinhardt                                                                      | Gustavo Alarcón                                                                            | Maximilien van Haaster Race Imboden                                                   |           |
| Floret drużynowo     | Stany Zjednoczone · Gerek Meinhardt · Nick Itkin · Race Imboden                      | Brazylia · Henrique Marques · Heitor Shimbo · Guilherme Toldo · Alexandre Camargo          | Kanada · Mikhail Sweet · Seraphim Hsieh Jarov · Maximilien van Haaster · Eli Schenkel |           |
| Szabla indywidualnie | Daryl Homer                                                                          | Pascual Di Tella                                                                           | Harold Rodríguez Shaul Gordon                                                         |           |
| Szabla drużynowo     | Stany Zjednoczone · Jeffrey Spear · Eli Dershwitz · Daryl Homer                      | Kanada · Eli Schenkel · Shaul Gordon · Fares Arfa · Joseph Polossifakis                    | Kolumbia · Luis Enrique Correa · Sebastián Cuéllar · Pablo Trochez                    |           |
| Kobiety              |                                                                                      |                                                                                            |                                                                                       |           |
| Szpada indywidualnie | Katharine Holmes                                                                     | Patrizia Piovesan                                                                          | Isabel Di Tella Nathalie Moellhausen                                                  |           |
| Szpada drużynowo     | Stany Zjednoczone · Isis Washington · Catherine Nixon · Katharine Holmes             | Kuba · Aymara Tablada · Yamirka Rodríguez · Seily Mendoza · Diamelys González              | Wenezuela · Patrizia Piovesan · María Gabriela Martínez · Lizze Asis                  |           |
| Floret indywidualnie | Lee Kiefer                                                                           | Jessica Guo                                                                                | Eleanor Harvey Bia Bulcão                                                             |           |
| Floret drużynowo     | Stany Zjednoczone · Nicole Ross · Lee Kiefer · Jacqueline Dubrovich                  | Kanada · Alanna Goldie · Gabriella Page · Jessica Guo · Eleanor Harvey                     | Meksyk · Denisse Hernández · Melissa Rebolledo · Nataly Michel                        |           |
| Szabla indywidualnie | Anne-Elizabeth Stone                                                                 | Belén Pérez                                                                                | Alejandra Benítez Gabriella Page                                                      |           |
| Szabla drużynowo     | Stany Zjednoczone · Monica Aksamit · Chloe Fox-Gitomer · Anne-Elizabeth Stone        | Dominikana · Heyddys Valentín · Rossy Félix · Violeta Ramírez · Melody Martínez            | Kanada · Marissa Ponich · Pamela Brind'Amour · Gabriella Page · Eleanor Harvey        |           |